# طائر الطنان كوستا
طائر الطنان كوستا (الاسم العلمي: Calypte costae)، هو أحد أنواع الطيور من فصيلة الطنانيات. يتكاثر في المنطقة القاحلة في جنوب غرب الولايات المتحدة وشمال غرب المكسيك. وتقضي فصل الشتاء في غرب المكسيك.